# Ghost Notes
Ghost Notes è il quinto album in studio del gruppo rock statunitense Veruca Salt, pubblicato nel luglio 2015.

## Tracce
1. The Gospel According to Saint Me – 3:49
2. Black and Blonde – 4:07
3. Eyes On You – 3:17
4. Prince of Wales – 5:35
5. The Sound of Leaving – 3:32
6. Love You Less – 3:09
7. Laughing in the Sugar Bowl – 2:16
8. Empty Bottle – 5:53
9. Come Clean, Dark Thing – 3:22
10. I'm Telling You Now – 3:29
11. Triage – 3:36
12. Lost to Me – 4:10
13. The Museum of Broken Relationships – 2:35
14. Alternica – 5:58

## Formazione
- Louise Post - chitarra, voce
- Nina Gordon - chitarra, voce
- Steve Lack - basso
- Jim Shapiro - batteria, cori